# Scombroidei

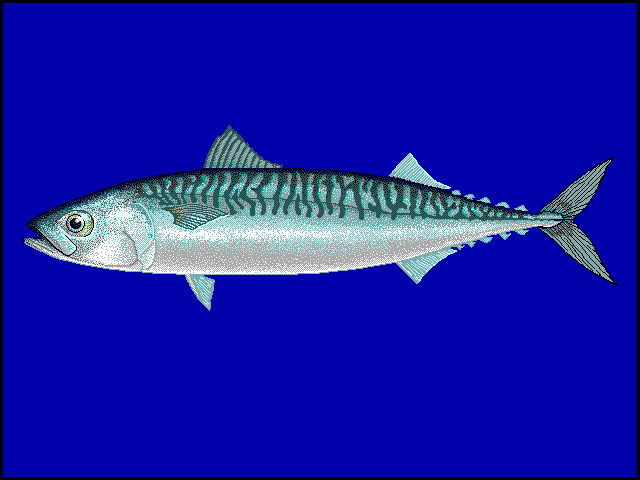
Cavala (Scomber scombrus).

Scombroidei é uma subordem de peixes pelágicos perciformes, a mais biodiversa das ordens peixes. A subordem inclui a barracuda, os atuns, os chicharros, as cavalas e os peixes-serra. São geralmente peixes de grandes dimensões, migradores oceânicos de longas distâncias.

## Sistemática
A subordem Scombroidei agrupa seis famílias, com mais de 800 espécies validamente descritas:
- Família Gempylidae - Escolares;
- Família Istiophoridae - Marlins, agulhas e bicudas;
- Família Scombridae - Atuns e bonitos;
  - Subfamília Gasterochismatinae (Lahille, 1903)
  - Subfamília Scombrinae (Bonaparte, 1831)
- Família Sphyraenidae - Barracudas;
- Família Trichiuridae - Peixes-serra;
- Família Xiphiidae  - Peixes-espada.

## Cronologia
Os dados paleontológicos conhecidos indicam a seguinte sequência de aparecimentos dos géneros conhecidos da subordem Scombroidei:

## Galeria

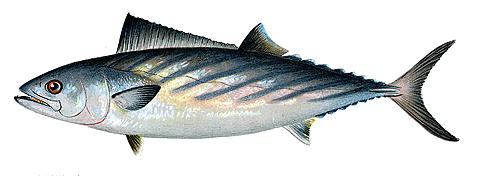
Sarda sarda.
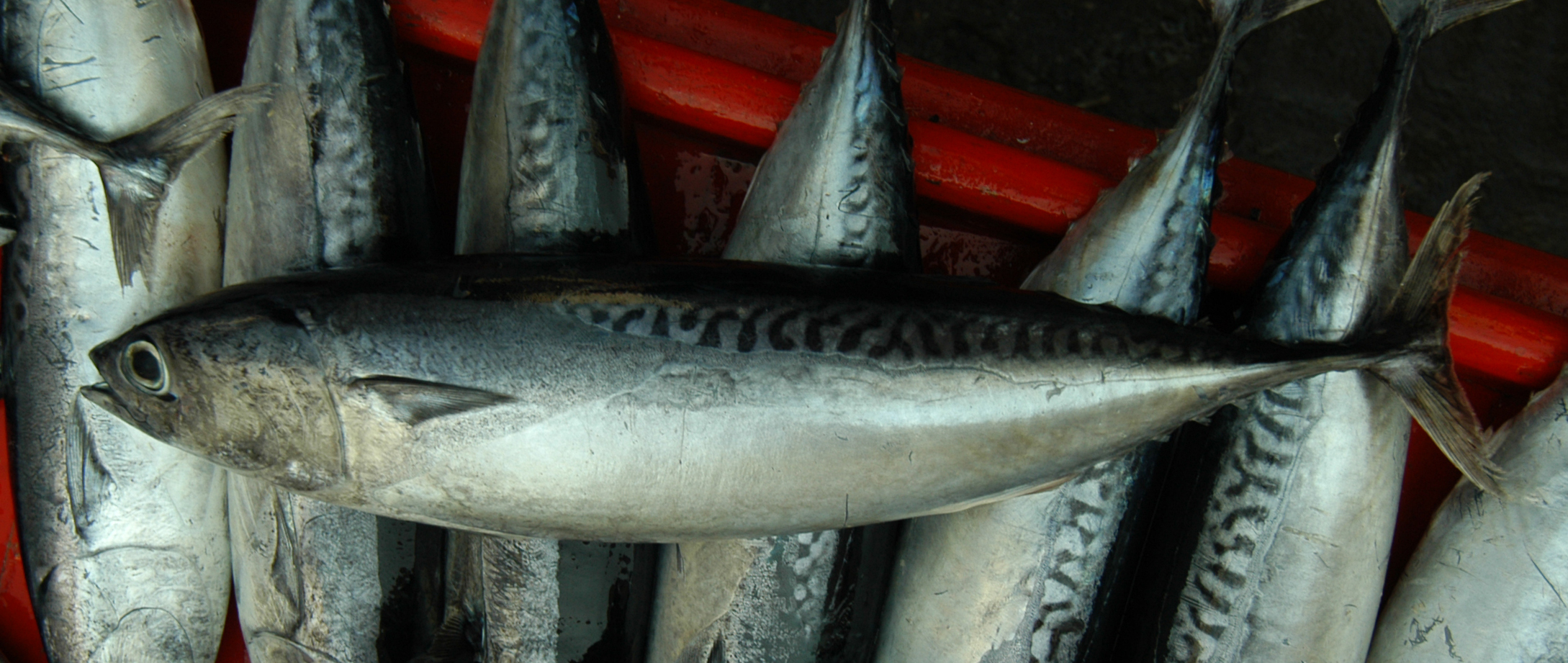
Auxis thazard thazard.
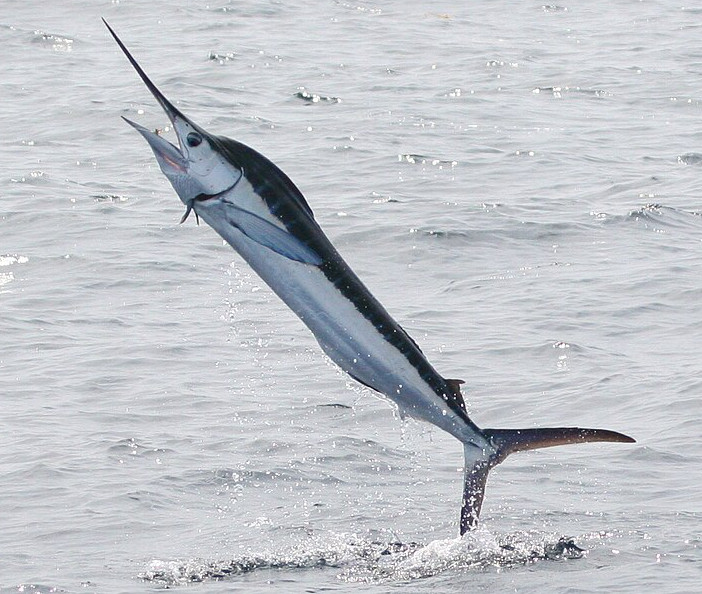
Tetrapturus albidus.
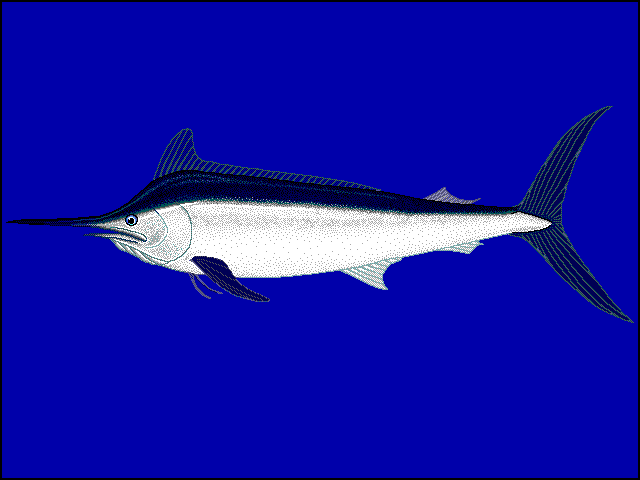
Makaira indica.
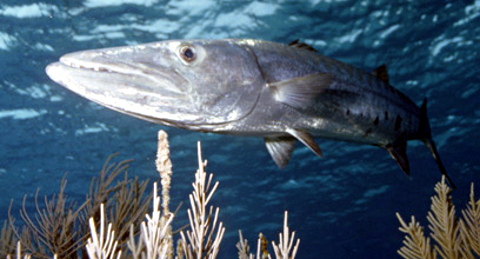
Barracuda.
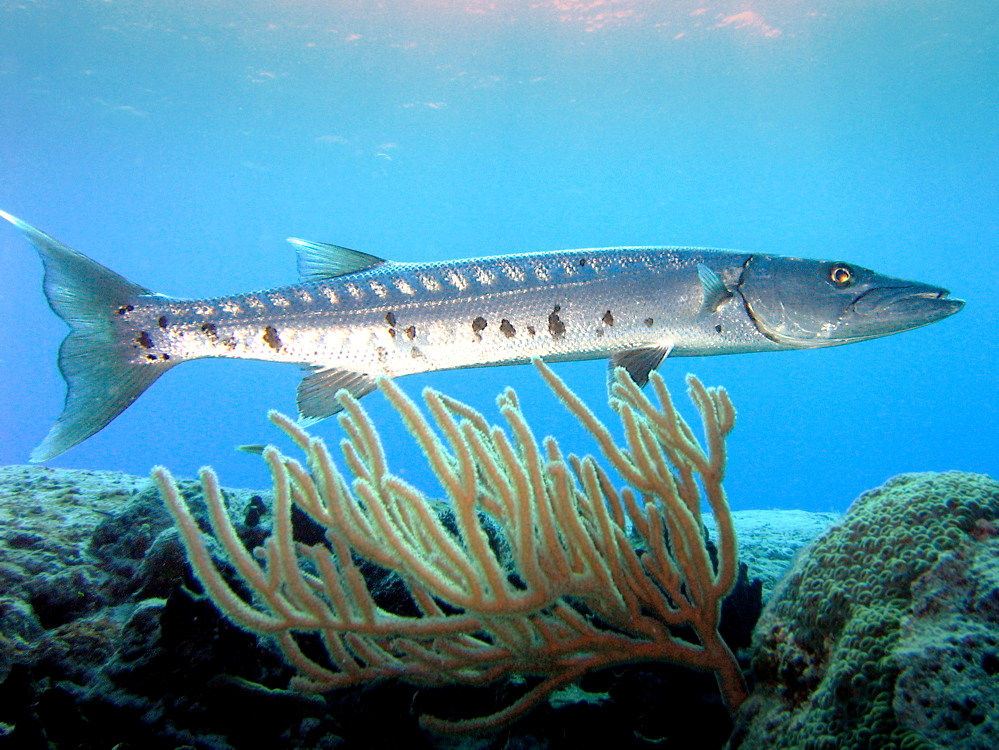
Barracuda.
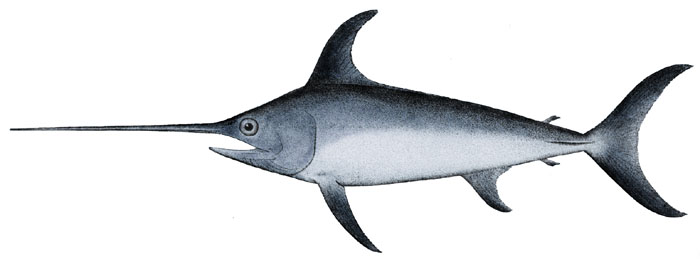
Peixe-espada.